# Chromosphère

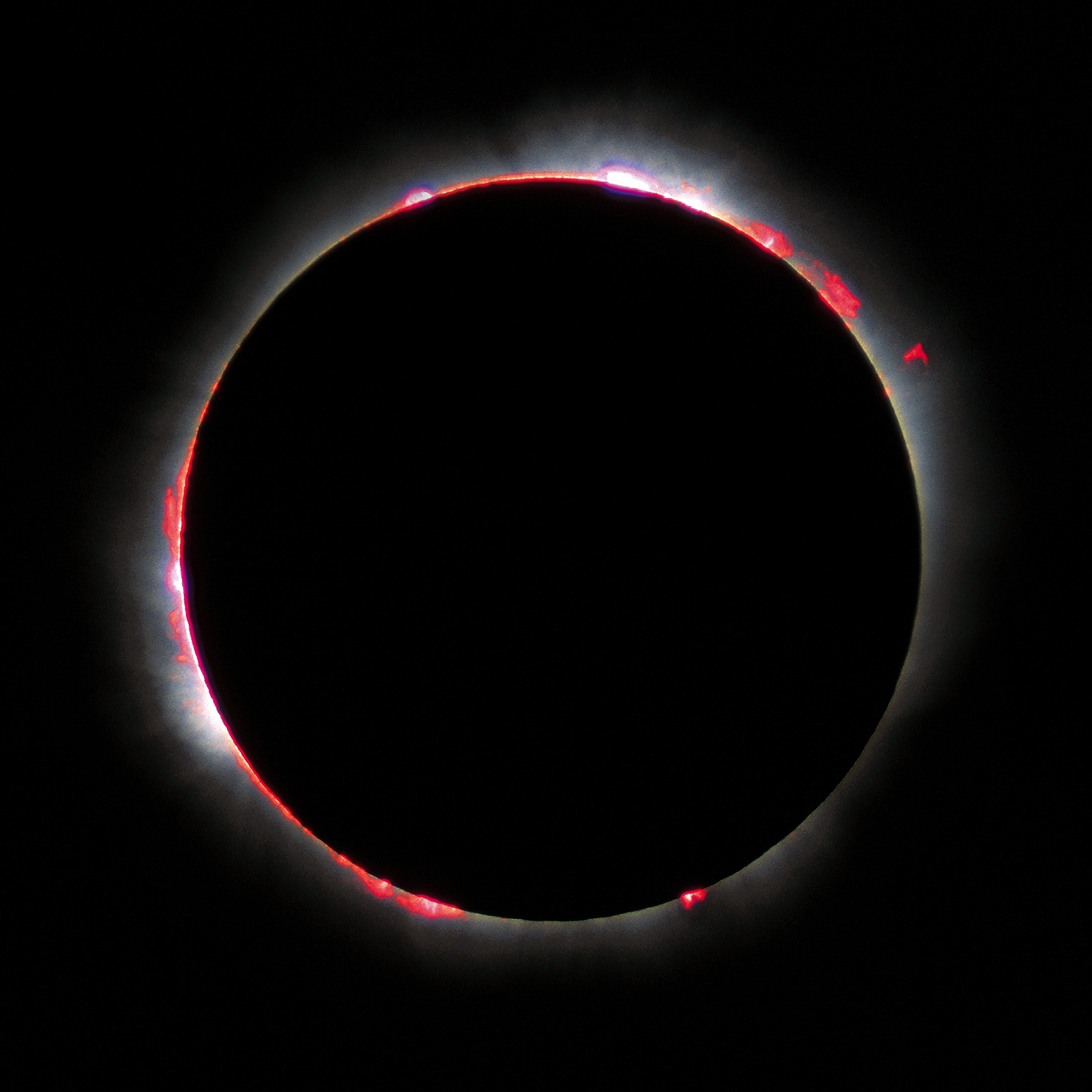
Chromosphère solaire visible en France lors de l'éclipse totale de 1999.

 (avril 2016).
La chromosphère est la basse atmosphère du Soleil ou, par extension, d'une étoile. C'est une fine couche rose de gaz, transparente pour la lumière visible, située entre la photosphère et la couronne solaire.
Elle n'est visible que lors d'une éclipse solaire totale ou à l'aide d'un coronographe.
Sa couleur rose est due à l'émission lumineuse de l'hydrogène ionisé à la longueur d'onde Hα (656,3 nm).

## Propriétés et comportement
Son épaisseur est de l'ordre du millier de kilomètres.
Contrairement à l'intérieur du Soleil, la température dans la chromosphère augmente au fur et à mesure que l'on s'éloigne du Soleil, en même temps que la pression diminue.
Le plasma qui constitue la chromosphère est très peu dense puisque la densité électronique Ne ne dépasse pas 1018 électrons par mètre cube.
Dans la chromosphère jaillissent les spicules (filets de gaz s'échappant à très haute vitesse), les protubérances et les éruptions solaires, jets de gaz et de matière de plusieurs centaines de milliers de kilomètres de hauteur.
Les protubérances peuvent être éruptives lorsqu'elles éjectent de la matière dans l'espace ; elles ressemblent souvent à des ponts aux arches de plusieurs dizaines de milliers de kilomètres de portée.

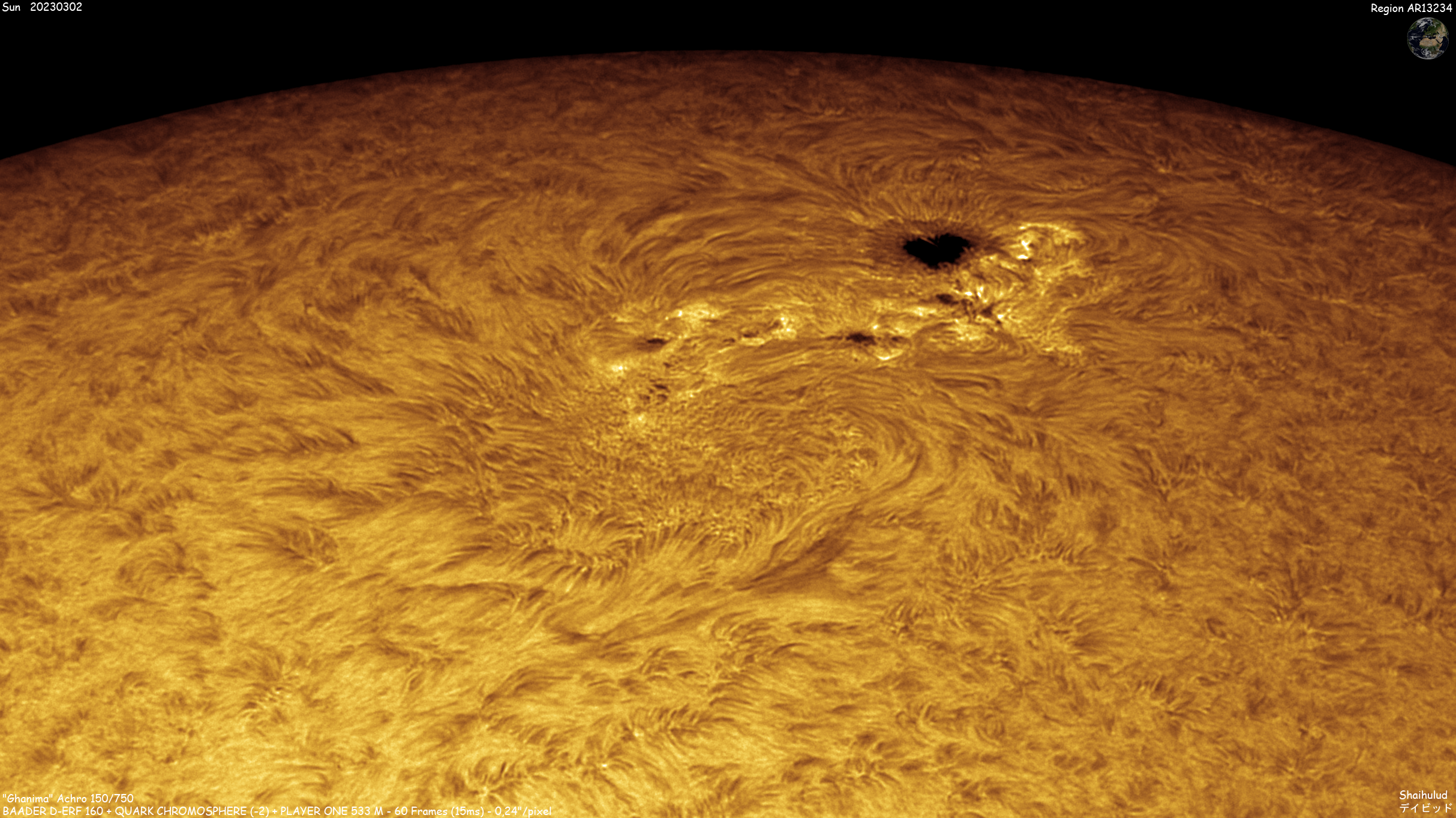
Chromosphère (détail) vue par un télescope amateur.

La chromosphère fut étudiée par les savants Fraunhofer puis Kirchhoff, qui découvrirent qu'elle absorbait certaines longueurs d'onde émises par le Soleil.